# Nikołaj Bażenow

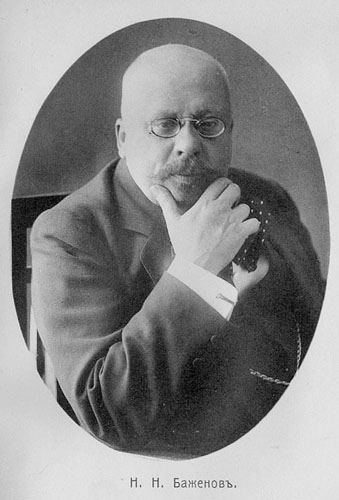
Nikolaj Bażenow

Nikołaj Nikołajewicz Bażenow (ros. Николай Николаевич Баженов, ur. 11 sierpnia?/23 sierpnia 1857, zm. 23 marca 1923 w Moskwie) – rosyjski lekarz psychiatra.
Ukończył studia na Uniwersytecie Moskiewskim, tytuł doktora otrzymał w 1894 roku. W 1911 przedstawił pierwszy pomysł ustawy, regulującej opiekę nad chorymi psychicznie. Zajmował się też twórczością chorych psychicznie. Jego uczniami byli Wyrubow, Osipow, Felcman.